# PopSockets
PopSockets LLC — приватна компанія, що займається споживчою електронікою та виробляє знімні ручки (так звані тримачі, рукоятки) для смартфонів. Компанія була заснована в 2012 році Девідом Барнеттом, який на той час був професором філософії.

## Історія
Ідея популярного на ринку аксесуара випадково прийшла творцеві Девід Барнетт, професору філософії Колорадського університету в Боулдері. Йому не подобалося, що навушники постійно заплутуються, тому в 2010 році він прийшов в магазин тканин Joann Fabric & Craft Store, купив дві опуклі чорні кнопки, приклеїв їх до задньої поверхні телефону і закрутив довкола них гарнітуру. Так з'явився перший саморобний попсокет.
Далі Барнетт продовжив удосконалювати свій продукт: він розрізав кухонні лійки і закріпив їх між кнопками, щоб попсокет (укр. тримач для смартфону або просто тримач) міг розширюватися і згортатися за аналогією з акордеоном. Потім він навчився комп'ютерному проектуванню і створив сотні прототипів свого винаходу. У Барнетта не було досвіду в електронній комерції, перший час в його компанії працювали студенти або колишні випускники університету, для яких ведення бізнесу теж було в новинку.
У січні 2012 року Барнетт розмістив відеопрезентацію свого проекту на Kickstarter для корпусу iPhone 4 із пристроєм на задній панелі, який можна було використовувати для зберігання навушників. У березні 2012 року Барнетт підписав ексклюзивну ліцензійну угоду з Case-Mate для виробництва чохлів з повністю інтегрованим в них попсокетом (укр. тримачем для смартфону або просто тримачем) , але згодом вона провалилася. Через затримку, що відбулася, Барнетт оголосив у вересні 2012 року, що буде розробляти зовнішній корпус вже для iPhone 5 замість iPhone 4. Він також оголосив, що розроблятиме продукт, який на той час називався «PopSockets for All» — це тримач PopSockets, який прилипає до телефону чи планшета за допомогою липкої клейкої гелевої підкладки. Йому було цікаво знайти спосіб зберігати навушники, не заплутуючись. Ця окрема ручка PopSockets стала найбільш продаваним продуктом компанії.
ТОВ PopSockets розпочало продаж продукції в січні 2014 року шляхом прямого продажу на своєму вебсайті. У перший рік продажів вони продали 30 000 рукояток PopSockets. У 2015 році компанія PopSockets LLC підписала свою першу велику роздрібну угоду з T-Mobile: тоді продажі збільшилися до 300 тисяч попсокетів (укр. тримачів для смартфону або просто тримачів) в рік. PopSockets досягли високого рівня популярності в 2017 році, ставши тим, що Slate Magazine назвав відомим гаджетом «полюби це чи ненавидь», як спінер. Того року компанія продала 35 мільйонів ручок PopSockets.
У 2017 році PopSocket LLC також відкрила свої офіси в Сан-Франциско, Фінляндії та Сінгапурі. Тоді ж компанія створила департамент DoGoods, діяльність якого спрямована на благодійність. «Купуй попсокети (укр. тримачі для смартфону або просто тримачі) з благою метою»,— говорить один із слоганів компанії.
Дохід ТОВ «PopSockets» з середини 2015 року до середини 2018 року зріс на 71 424 відсотків; це зростання було досягнуто без вкладень венчурного капіталу.
У 2018 році компанія PopSockets LLC продала 60 мільйонів ручок PopSockets. Вони продали загалом понад 100 мільйонів рукояток Popsockets.
У 2018 році дохід компанії PopSockets LLC склав понад 200 мільйонів доларів США з прибутком понад 90 мільйонів доларів США.
У серпні 2018 року компанія PopSockets LLC була занесена на 2 місце у списку Inc. 5000 найшвидше зростальних компаній в Америці.
У березні 2019 року компанія PopSockets LLC перенесла свою штаб-квартиру в будівлю площею 46 000 квадратних футів у Боулдері, штат Колорадо. У компанії PopSockets LLC працює понад 200 працівників у Боулдері, Сан-Франциско, Фінляндії та Сінгапурі. ТОВ PopSockets має партнерські відносини з виробничими потужностями в Китаї, Південній Кореї, Мексиці та Сіетлі.

## Ранні суперечки
Рукоятки PopSockets були представлені у вересні 2012 року в радіошоу NPR All Things Considered під назвою «Коли кампанія Kickstarter не вдається, чи отримує хтось гроші назад?». У цьому сегменті обговорювалося, як Барнетт повернув гроші за 40 із 500 прихильників Kickstarter через затримки виробництва. Щодо відшкодування, Барнетт сказав: «Я думаю, це створює поганий прецедент. … Як тільки я це зробив, я міг сказати, що у деяких моїх спонсорів це створило враження, що вони придбали товар. І я думаю, що з ростом Kickstarter все більше і більше складається враження, що це просто великий магазин, де люди можуть ходити за угодами». Затримки виробництва Барнетта також обговорювали на CNN.

## Продукти
Основним продуктом, що продається компанією PopSockets LLC, є ручка PopSockets. Цей аксесуар PopSockets розроблений для полегшення роботи з телефоном. Ручка PopSockets також функціонує як підставка для підпирання телефону під час перегляду відео.
Він складаються з трьох частин: декоративного диска, гнучкого акордеонного стержня і круглої основи, яка прилипає до вашого телефону. Попсокет можна наклеїти як на корпус смартфона, так і на його чохол. При необхідності його можна з легкістю відклеїти і наклеїти повторно. Можна використовувати для телефона, планшета або ж електронної книги
Компанія PopSockets LLC також продає кріплення PopSockets, яке дозволяє тимчасово встановити телефон на вертикальну поверхню, таку як приладова панель автомобіля або стіна. У лютому 2018 року компанія розпочала продаж вентиляційного кріплення PopSockets, яке кріпиться на вентиляційному отворі автомобіля.
Компанія PopSockets LLC також продає набори під назвою PopMinis (мініатюрні руків'я PopSockets, що продаються в комплекті по три), PopWallets (призначені для розміщення до трьох кредитних карток або водійських прав) та PopMirrors (телефонні ручки з двома дзеркалами).
У жовтні 2018 року компанія почала продавати мінливі руків'я PopSockets під назвою «PopGrips», де верхню частину ручки, яка називається «PopTop», можна видалити та замінити іншим PopTop.
Починаючи з весни 2019 року, спільно з Otterbox, компанія PopSockets LLC продаватиме чохол для телефону Otter+Pop, футляр Otterbox з інтегрованим PopTop. Цей випадок отримав нагороду вибору редакторів виставки CES USA Today.
Компанія PopSockets LLC планує в майбутньому продавати мінливі ручки із вбудованими зовнішніми батареями, датчиками та трекерами. Компанія PopSockets LLC оголосила про плани зробити продукти сумісними з функцією MagSafe що була представлена у лінійці смартфонів iPhone 12.

## Захист інтелектуальної власності
ТОВ «Попсокетс» зіткнулось із значними проблемами з фальсифікаціями (підробками, названими «PopSockets») та підробками (які не використовують термін «PopSockets», але копіюють дизайн руків'я PopSockets і, отже, порушують патенти). У 2017 та 2018 роках команда захисту брендів PopSockets LLC працювала з онлайн-майданчиками продажу по всьому світу, щоб щодня видаляти від 1000 до 2000 незаконних оголошень. Amazon довелося розробити нові протоколи для боротьби з обсягом підроблених ручок PopSockets на Amazon Marketplace.
У 2018 році компанія PopSockets LLC витратила понад 7 мільйонів доларів США на захист інтелектуальної власності, працюючи з понад 40 юристами по всьому світу.
У червні 2018 року компанія PopSockets LLC виграла Загальний наказ про виключення (GEO) від Комісії з міжнародної торгівлі США, що забороняє ввезення в Америку продуктів, що порушують патент PopSockets 2013 року під назвою «Розширення гнізда для портативного медіаплеєра».

## Суперечка з Amazon
У листопаді 2018 року компанія PopSockets LLC припинила продавати руків'я PopSockets на amazon.com через спори з Amazon щодо цін. Amazon змінив свою політику, так що бренди, такі як PopSockets, не могли продавати безпосередньо на Amazon Marketplace, а могли продавати товари Amazon лише за оптовою вартістю; Тоді Amazon буде продавцем і визначатиме роздрібну вартість. PopSockets LLC хотіла зберегти ціновий паритет з іншими роздрібними продавцями (наприклад, Target та Best Buy), які продають ручки PopSockets, і в результаті компанія PopSockets LLC вирішила взагалі не продавати ручки PopSockets на Amazon.

## Філантропія
У листопаді 2018 року компанія PopSockets LLC запустила велику благодійну програму під назвою «Поптівізм», коли за кожен стик PopSockets, від кожного проданого через платформу Поптівізм, 50 % продажу передається некомерційній організації, призначеній їй її творцем. Однією зі знаменитостей, які пропагували поптивізм, є американська актриса та співачка Зендая; продажі від її стика підтримують благодійну організацію FoodCorps. Також компанія PopSockets LLC співпрацює з Teen Vogue, щоб підтримати благодійну організацію «Марш за наші життя».
Раніше компанія PopSockets LLC була спонсором «Давайте розберемося з артритом» і передала 10 відсотків своїх мережевих надходжень з січня по березень 2018 року Фонду артриту. Компанія PopSockets LLC отримала визнання від Фонду артриту за корисність ручок PopSockets для людей з артритом.
Протягом квітня — червня 2018 року компанія PopSockets LLC передала 10 % своїх онлайн-надходжень лікарні Крейга (яка допомагає пацієнтам з травмами спинного мозку та реабілітацією черепно-мозкової травми).
Протягом липня — вересня 2018 року компанія PopSockets LLC передала 10 % своїх онлайн-доходів Асоціації ALS. Дідусь винахідника PopSockets Девід Барнетт допоміг створити цю групу.
Згідно з вебсайтом PopSocket станом на 25 квітня 2020 року, компанія зібрала загалом 934 447 доларів за допомогою програми Поптівізм.